# Последняя песня Бильбо
«Последняя песня Бильбо» (англ. Bilbo's Last Song) — стихотворение Дж. Р. Р. Толкина. Было передано Толкином в дар своему секретарю Джою Хиллу (англ. Joy Hill) в 1966 году. После смерти Толкина в 1973 году Хилл показал стихотворение Дональду Суонну, которому оно так понравилось, что он положил его на музыку и включил во второе издание цикла песен «Дорога вдаль и вдаль идет» в 1978 году. Стихотворение было также проиллюстрировано художницей Паулиной Бейнс (англ. Pauline Baynes) и опубликовано в виде плаката в 1974 году. В 1990 году текст был в конце концов опубликован в виде книги, заново проиллюстрированной Бейнс.
Стихотворение поется Бильбо Бэггинсом в Серебристых Гаванях перед тем, как он должен покинуть Средиземье навсегда. Хронологически стихотворение попадает в самый конец «Возвращения короля», последнего тома «Властелина Колец», хотя оно было написано позже, чем основной роман, и никогда не включалось в него.
Песня была включена в адаптацию «Властелина Колец», транслировавшуюся по BBC Radio 4 (1981), с музыкой Стивена Оливера. Первая строфа пелась Джоном Ле Мезурье (Бильбо), вторая была опущена, а третью пел мальчик-сопрано (однако на записи, включенной в саундтрек, присутствовали все три строфы).
В фильме Питера Джексона «Властелин колец: Возвращение короля» (2003) прямых ссылок на песню нет. Дистрибьютор фильма, New Line Cinema, не получил лицензии на использование стихотворения, поскольку оно является отдельной от «Властелина Колец» работой, а Кристофер Толкин, сын автора и его литературный душеприказчик, отказал кинокомпании в лицензии, поскольку он в принципе отказывался иметь что-либо общее с экранизацией романа. Финальные титры фильма сопровождаются оригинальной песней «На Запад» (англ. Into the West) в исполнении Энни Леннокс, которая имела аналогичный эмоциональный эффект. В дополнение к этому, композитор Говард Шор (англ. Howard Shore) написал оригинальную композицию для хора с оркестром под названием «Песня Бильбо», которую можно услышать в конце титров на DVD с режиссёрской версией фильма («Песня Бильбо», включенная в фильм, является эльфийским переводом песни, определяемой в алфавитном указателе «Властелина Колец» как «Песня Бильбо»; это, в действительности, походная песня «Я размышляю у огня» из третьей главы книги 2 тома «Братство Кольца»).
Эта песня, спетая в 1978 году композитором Дональдом Суонном под собственный фортепианный аккомпанемент, была позже добавлена на компакт-диск, включающий песенный цикл «Дорога вдаль и вдаль идёт».
Песня также была записана группой The Hobbitons (на музыку Стивена Оливера) и включена в альбом «Песни Дж. Р. Р. Толкина из Средиземья» (англ. J.R.R. Tolkien's Songs from Middle-earth).